# Alison Brie
Alison Brie (Hollywood, Califòrnia, 29 de desembre del 1982) és una actriu estatunidenca, coneguda per interpretar a Annie Edison en Community i a Trudy Campbell en Mad Men. També ha participat en els rodatges de Scream 4 en 2011 i en la comèdia The Five-Year Engagement en 2012.

## Primers anys
Alison Brie Schermerhorn va néixer a Hollywood, Califòrnia. Sa mare, Joanne (née Brenner), treballa per a l'associació sense ànim de lucre Para los niños (Per als nens) i son pare, Charles Terry Schermerhorn, és un músic i reporter autònom d'entreteniment. Sa mare és jueva i son pare té ascendència irlandesa, escosesa, i neerlandesa; ella ha declarat que degut a ser filla de pares divorciats, anava ocasionalment l'església híbrida cristiana-hindú de son pare, mentre que sa mare s'assegurava que sabera que eren jueves. Brie va començar a actuar els escenaris del centre comunitari per a jueus de Califòrnia del Sud. Es va graduar per l'Institut de les Arts de Califòrnia amb un grau en teatre l'any 2005. Abans de convertir-se en una actriu de televisió, Brie va estar treballant com a pallassa a festes d'aniversari per a nens, i actuant a alguns teatres de Califòrnia.
Brie també va passar un temps estudiant a la Royal Scottish Academy of Music and Drama (Acadèmia Real Escosesa de Música i Drama) a Glasgow.

## Carrera
Un dels primers papers de Brie per a la televisió va ser Nina, una perruquera del xou Hannah Montana. En acabar va passar a rodar la sèrie My Alibi, i va ser elegida per a representar a Trudy Campbell en Mad Men. També és un dels personatges principals de Community, on fa d'Annie Edison.
El 15 d'abril de 2010, va participar en el programa Attack of the Show de la cadena G4. Brie també va aparèixer al programa de la mateixa cadena, Web Soup. L'any 2010 va tindre un paper en la pel·lícula Montana Amazon. i va entrar a la llista de la revista Maxim Maxim's 2010 Hot 100 en la posició 99a. i a la llista de la mateixa revista Maxim's 2011 Hot 100 en la posició 49a. Va tindre un paper en la pel·lícula Scream 4 l'any 2011.

## Filmografia
| Any          | Pel·lícula                                               | Personatge         | Notes                     |  |
| ------------ | -------------------------------------------------------- | ------------------ | ------------------------- |  |
| 2006         | Hannah Montana                                           | Nina               | Primer paper en televisió |  |
| 2007-present | Mad Men                                                  | Trudy Campbell     | Personatge habitual       |  |
| 2007         | Born                                                     | Mary Elizabeth     |                           |  |
| 2008         | My Aliby                                                 | Rebecca Fuller     | Sèrie web                 |  |
| 2009-2015    | Community                                                | Annie Edison       | Personatge principal      |  |
| 2009         | Hot Sluts                                                | Amber              |                           |  |
| 2010         | Attack of the Show                                       | Ella mateixa       | Co-animació               |  |
| 2011         | Montana Amazon                                           | Ella mateixa       | Pel·lícula                |  |
| 2011         | Scream 4                                                 | Rebecca Walters    | Personatge secundari      |  |
| 2012         | The Five-Year Engagement                                 | Suzie Barnes       |                           |  |
| 2017         | The Disaster Artist                                      | Amber              |                           |  |
| 2017         | The Post                                                 | Lally Weymouth     |                           |  |
| 2017         | The Little Hours                                         | Germana Alessandra |                           |  |
| 2019         | La Lego pel·lícula 2 (The Lego Movie 2: The Second Part) | Princesa Unikitty  |                           |  |
| 2020         | Horse Girl                                               | Sarah              |                           |  |
| 2020         | The Rental                                               | Michelle           |                           |  |
| 2020         | Happiest Season                                          | Sloane Caldwell    |                           |  |
| 2023         | Freelance                                                | Claire Wellington  |                           |  |